# アネシュカ・チェスカー
アネシュカ・チェスカー（チェコ語: Anežka Česká）、またはボヘミアのアグネス（ラテン語: Agnes de Bohemia、1211年 - 1282年3月6日）は、中世ボヘミア王国の王女でカトリック教会の聖人。記念日は3月2日。父はボヘミア王オタカル1世、母はハンガリー王ベーラ3世の娘コンスタンツィエ。テューリンゲン方伯ルートヴィヒ4世の妻で後に列聖されたハンガリー王女エルジェーベトは、母方の従姉に当たる。

## 生涯
1211年、プラハで誕生した。3歳でシレジアのトシェブニツァにあるシトー会の修道院に送られ、そこで教育を受けた。この修道院はシレジア公ヘンリク1世の妻ヤドヴィガが創設したもので、ヤドヴィガは後に列聖された。アネシュカは6歳でプラハへ戻ったが、姉アンナは1216年に2人の息子ヘンリク2世と結婚した。
8歳の時、オーストリア公レオポルト6世の宮廷に送られた。オタカル1世はアネシュカを神聖ローマ皇帝兼シチリア王フリードリヒ2世の長男ハインリヒ7世と結婚させるために奔走したが、レオポルト6世は1225年に自分の娘マルガレーテとハインリヒ7世を結婚させた。縁談を壊されたことに怒ったオタカル1世は、翌1226年にオーストリアとの戦争を起こした。
次にイングランド王ヘンリー3世との縁談が持ち上がったが、フリードリヒ2世の介入で解消された。3度目に寡夫となったフリードリヒ2世が求婚してきたが、アネシュカは拒絶し、教皇グレゴリウス9世に修道女になる意志を伝えた。そして、教皇の助言で宗教に一生を捧げる決意を固め、修道院に入った。1232年、兄のヴァーツラフ1世からプラハの土地を譲られ、そこに病院を建てた。1232年から翌1233年にかけて病院の隣にゴシック様式のフランシスコ会修道院も建設、1234年に修道院長になり、病院患者の世話に努めた。修道院はアネシュカの名を取って聖アネシュカ修道院と呼ばれる。
また、アッシジのキアラとグレゴリウス9世に働きかけて修道会の創設も願ったが、すぐには実現されず、1254年にインノケンティウス4世の許可を得て紅星騎士団が創設された。1282年、71歳の高齢で死去した。

### 死後
修道院はフス戦争で荒廃、1782年に破却されたが、1960年に復元され、プラハ国立美術館の別館として現存している。
アネシュカの列聖は、カトリック教会とフランシスコ会の対立で長い間実現しなかったが、1874年に教皇ピウス9世が列福、1989年11月12日に教皇ヨハネ・パウロ2世が列聖した。9日にベルリンの壁崩壊、16日にビロード革命が起こるなど東欧革命さなかの状況下であった。記念日は3月2日である。
かつてチェコで流通していた50コルナ紙幣に肖像が使用されていた。